# Dayi (Fluss)
Der Dayi ist ein Fluss im Volta-Einzugsgebiet in den westafrikanischen Staaten Togo und Ghana.

## Verlauf
Der Dayi entspringt im Süden Togos in der Region Plateaux direkt an der Grenze zu Ghana. Er fließt in südwestlicher Richtung. Schon nach wenigen Kilometern überquert er die Staatsgrenze. Er durchquert die Region Volta und mündet schließlich in den Volta-Stausee.

## Hydrometrie
Im Folgenden die mittleren monatlichen Abflüsse des Dayi im Zeitraum 1956 bis 1974 gemessen an der hydrologischen Station bei Vakpo - Afeyi kurz vor der Mündung (Angaben in m³/s).